# Domingo Moles
Domingo Moles ( Buenos Aires, Argentina, 21 de diciembre de  1944 – ibídem, 30 de octubre de 1992, cuyo nombre completo era Domingo Daniel Moles, fue un bandoneonista, compositor y director de orquesta dedicado al género del tango.

## Actividad profesional
A los 20 años debutó como solista con su bandoneón en el local La Botica del Ángel y continuó allí durante varias temporadas. También trabajó en el local de tango El Viejo Almacén cuando todavía estaba a cargo de Edmundo Rivero. Integró reconocidas orquestas del género como las de Osvaldo Piro, José Colángelo, Carlos García y la de Julio Ahumada. Entre los cantantes solistas que acompañó con su instrumento se encuentran, entre otros, Carlos Barral, María Eugenia Darré, Ruth Durante, Guillermo Fernández, Guillermo Galvé, Roberto Goyeneche, Inés Miguens, Olivia Molina, Gabriel Reynal, Daniel Ríolobos, Graciela Susana y Carlos Varela.
Hizo giras por diversos países, entre ellos Canadá, Japón, Alemania y Francia, donde actuó en locales y en la televisión y en algunos de esos países se editaron discos del Trío Contemporáneo. 
Otros lugares en los que tocó fueron el Teatro General San Martín, Canal 7 y Malena al Sur, en algunos casos con la voz de Isabel Gil Arenas, siempre ubicado entre las corrientes renovadoras en los arreglos y en el repertorio.
En 1976 actuó en Kabaret y en 1977 fue director musical del local El Lagar del Virrey. En 1977 en su Octeto Contemporáneo, que lo tenía como bandoneonista, arreglista y director, participaban Washington Williman como primer violín, Miguel Taboada en  violín), Lázaro Álvarez en viola, Eduardo Massetti en bajo eléctrico, Conrado López en guitarra eléctrica, Andrés Barone en chelo y Juan Carlos Zunini en piano y grabaron para Unión Records. 
Se le reconoce al estilo impreso por Moles en la ejecución y en sus conjuntos, “un sonido original, moderno, reconocible e irresistible”.

## Labor como compositor
Compuso los tangos Cronopios 2001, Es domingo, Gesell cinco, Glacial, Habitat cero, Nuestro milagro, Para la eternidad, Pequeño encuentro, Piantata, Rosa del tiempo, Sol de gloria, Te invito a que lloremos y Tú eres el ayer. Además, compuso en colaboración con Roberto Díaz, Canción de hoy, Buscada como esa brisa, Después de diez años, Homero al Sur, Las lunas que pediste, Otra historia más, Otra vuelta de ciudad y Una simple estrella; con María Eugenia Darré, Con cansancio en la piel, Corazón cerrado, El viaje de Colón, La mancha en la pared, Playa disparate, Polvo de tiza, Propuesta, Simplemente mi barrio y Un cierto azul; con Eugenio Majul, Voy a encontrarme conmigo; con Héctor Negro, Tango con vos, Me llaman reay Esa piba soy yo; con Alfredo Luis Soncini, Amiga Buenos Aires; con Ulises Jesús Goñi, Nueva expresión; con José María Tasca, Luna de terciopelo; con Carlos Moisés Juan Ruiz, Cúpulas y Contame un cuento más.
Falleció en Buenos Aires el 30 de octubre de 1992.